# Illes Belep
Illes Belep (nyâlayu Dau Ar) és un municipi francès, situat a la col·lectivitat d'ultramar de Nova Caledònia. El 2009 tenia 895 habitants. Es tracta d'un petit arxipèlag situat al nord-oest del territori, compost per l'illa Art, amb seu a Waala, la més gran, l'illa Pott, l'illa Dau Ac i els illots rocallosos Daos nord i sud. La població és concentrada a l'illa Art (el 99,3% de la població), repartida entre sis tribus canac.

## Evolució demogràfica
| Població de Belep (1956-2009) | Població de Belep (1956-2009) | Població de Belep (1956-2009) | Població de Belep (1956-2009) | Població de Belep (1956-2009) | Població de Belep (1956-2009) | Població de Belep (1956-2009) | Població de Belep (1956-2009) | Població de Belep (1956-2009) | Població de Belep (1956-2009) |
| ----------------------------- | ----------------------------- | ----------------------------- | ----------------------------- | ----------------------------- | ----------------------------- | ----------------------------- | ----------------------------- | ----------------------------- | ----------------------------- |
| Població                      | 529                           | 573                           | 551                           | 624                           | 686                           | 745                           | 923                           | 930                           | 949                           |
| Any                           | 1956                          | 1963                          | 1969                          | 1976                          | 1983                          | 1989                          | 1996                          | 2004                          | 2009                          |

## Composició ètnica
- Europeus 0%
- Canacs 99,3%
- Polinèsics 0%
- Altres, 0,7%

## Història
El nom de Belep prové d'un cap canac. Hi fou fundada una missió catòlica el 1856. De 1892 a 1898 hi va haver una leproseria.

## Administració
| Període   | Identitat            | Partit                             |
| --------- | -------------------- | ---------------------------------- |
| 1961-1972 | Mickaël Bouaedaou    | UC                                 |
| 1972-1983 | Édouard Wahoulo      | UC                                 |
| 1983-2001 | Eymard Bouanaoué     | FI, després FLNKS-UC, després FCCI |
| 2001-2008 | Jean Baptiste Moilou | FLNKS-UNI-UPM                      |
| 2008-     | Albert Wahoulo       | FCCI                               |